# Подобије
Подобије (грч. ομοιωσις, лат. similitudo, Imago Dei) је стање савршенства које је позван да достигне човек који је створен по лику и подобију Божијем (Пост. 1, 26), а које је изгубио падом у грех и које поново добија у Исусу Христу (Мт. 5, 48). Подобије је основно усмеравање и кретање лика ка Божијем савршенству, одакле и динамички карактер православне антропологије и духовности. Ако је лик „природно“ својство, подобије је плод слободе и подвига воље, синергије.
Подобије је стање које претпоставља слободно и свесно искуство обожујуће благодати. Човек се креће између лика и подобија, превазилазећи на тај начин супротност између „старог“ и „новог човека“ (Еф. 4, 24), између негативног човечанског после пада у грех и новог човечанског, обоженога у Христу. Отуда и питање слободе као самоодређење личности.
За оце Цркве, подобије је ширење лепоте лика Божијег по души, просвећењем Светога Духа. То је „облик“ који Бог узима у човековој икони. Тако се и ствара специфично црквени естетички речник који обилује духом православне етике: поново доћи на лепоту природе, до царскога лика, обновити првобитну лепоту. Подобије се односи на есхатолошку судбину човечанскога, које је више приказано у пењању „из славе у славу“ (II Кор. 3, 18), неголи као враћање у изгубљено стање. За Светог Василија Великог, подобије са Богом, онолико колико је могуће човековој природи, представља саму суштину хришћанства (0 пореклу човека, Беседа I, 17, стр. 211) и једнако је са обожењем (0 Духу Светоме IX, 23; XV, 36; стр. 329 и 371).